# Тондорф (Тюрингия)
Тондорф (нем. Tonndorf) — община в Германии, в земле Тюрингия.
Входит в состав района Веймар. Подчиняется управлению Кранихфельд. Население составляет 671 человек (на 31 декабря 2010 года). Занимает площадь 10,12 км².
Коммуна подразделяется на 6 сельских округов.